# Pilha AA

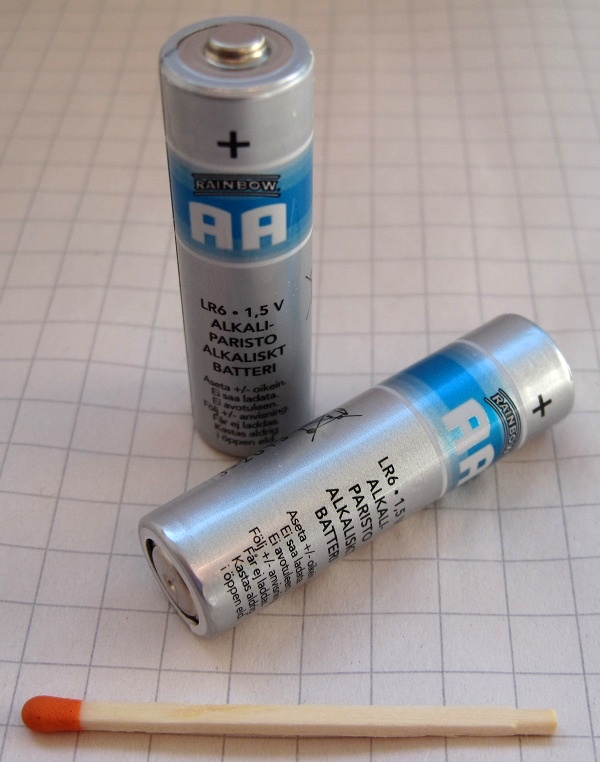
Pilhas AA.

Pilha AA ou Pilha Dois As é um padrão de pilha seca criada em 1907, sendo o formato de pilha mais produzido no mundo. Também adota a nomenclatura "R6" pela Comissão Eletrotécnica Internacional e 15 pela ANSI (desde 1947), e também é conhecida pelo apelido de "pilha caneta" no Brasil. Sendo comum o seu uso em dispositivos elétricos, é composta de uma única célula eletroquímica que determina sua capacidade e tensão.
Possui entre 49.2–50.5 mm de comprimento e entre 13.5–14.5 mm de diâmetro, o botão terminal positivo deve ter  1 mm de altura e o máximo de 5.5 mm de diâmetro, o terminal negativo plano deve ter 7 mm.
As de lítio pesam 15 g, as alcalinas pesam 23g e as recarregáveis de  níquel-hidreto metálico aproximadamente 31g.
| Type                                                  | Zinco carbono | Alcalina      | Li-FeS2       | Li-ion       | NiCd         | NiMH         | Níquel Zinco  |
| ----------------------------------------------------- | ------------- | ------------- | ------------- | ------------ | ------------ | ------------ | ------------- |
| Nome (IEC)                                            | R6            | LR6           | FR6           | ?            | KR6          | HR6          | ZR6           |
| Nome (ANSI)                                           | 15D           | 15A           | 15LF          | 14500        | 1.2K2        | 1.2H2        | ?             |
| Capacidade de consumo sob 50 mA                       | 400–1700 mAh  | 1800–2600 mAh | 2700–3400 mAh | 600-800 mAh  | 600–1000 mAh | 600–2850 mAh | 1500–1800 mAh |
| Tensão nominal                                        | 1.5 V         | 1.5 V         | 1.5 V         | 3.6-3.7 V    | 1.2 V        | 1.2 V        | 1.65/1.6 V    |
| Energia máxima a tensão nominal e a consumo sob 50 mA | 2.55 Wh       | 3.90 Wh       | 5.10 Wh       | 2.88-2.96 Wh | 1.20 Wh      | 3.42 Wh      | 2.97 Wh       |
| Recarregável                                          | Não           | Algumas       | Não           | Sim          | Sim          | Sim          | Sim           |